# Batchujagijn Chulan
Batchujagijn Chulan (mong. Батхуягийн Хулан; ur. 20 listopada 1999) – mongolska zapaśniczka walcząca w stylu wolnym. Olimpijka z Paryża 2024, gdzie zajęła piąte miejsce w kategorii do 53 kg. Wicemistrzyni świata w 2022 roku. 
Srebrna medalistka mistrzostw Azji w 2022. Wicemistrzyni Azji kadetów w 2016 roku.